# بات جنكينز
بات جنكينز (بالإنجليزية: Pat Jenkins)‏ هو مغني أمريكي، ولد في 25 ديسمبر 1911، وتوفي في 2 سبتمبر 2006.

## وصلات خارجية
- بات جنكينز على موقع ميوزك برينز (الإنجليزية)
- بات جنكينز على موقع أول ميوزيك (الإنجليزية)
- بات جنكينز على موقع ديسكوغز (الإنجليزية)